# Rijnlands Lyceum Wassenaar
Het Rijnlands Lyceum Wassenaar (RLW) is een algemeen bijzondere school voor voortgezet onderwijs in de Zuid-Hollandse plaats Wassenaar. De school telt 987 leerlingen (2022).
Het RLW is een school voor havo, atheneum en gymnasium. Daarnaast biedt het Rijnlands Lyceum Wassenaar tweetalig onderwijs onderwijs (tto) aan in de talen Nederlands en Engels. Sinds 2019 omvat het RLW ook International School Wassenaar, deze school voert het volledige International Baccalaureate programma.

## Geschiedenis
Het Lyceum Wassenaar werd voor de Tweede Wereldoorlog opgericht door enkele hoogleraren uit Leiden uit onvrede over de kwaliteit van het onderwijs dat in Leiden en omgeving werd geboden. Het is nu een van de vier scholen die de Stichting Het Rijnlands Lyceum omvat. De andere staan in Sassenheim, Oegstgeest en Den Haag (Kijkduin).

## Gebouw
Het schoolgebouw, een ontwerp van de architect J.P. Kloos (1905-2001), werd volgens het Daltonprincipe gebouwd en gold in 1939 als modern: ruime gangen, grote ramen. Wegens het groeiend aantal leerlingen werd de school in 1952 en 1979 uitgebreid. Het gebouw is aangewezen als rijksmonument. De school krijgt een aparte subsidie voor het onderhoud van het monumentale gedeelte. Bij de laatste verbouwing in 2008 werd het pand uitgebreid met onder andere een atrium. Op donderdag 24 augustus 2023 werd de eerste paal geslagen voor de nieuwbouw aan de Backershagenlaan.

## Onderscheidingen
- Predicaat VWO Excellente School 2013
- Predicaat VWO Excellente School 2015
- Predicaat HAVO Excellente School 2015
- Predicaat HAVO Excellente School 2022

## Oud-leerlingen
- Suzanne Bischoff van Heemskerck, politica
- Marilène van den Broek, echtgenote Prins Maurits
- Jan Anthonie Bruijn, politicus
- Boudewijn Büch, schrijver en tv-presentator
- Rob van Gennep, uitgever
- Theo van Gogh, schrijver en filmmaker
- Bernardo Guillermo, industrieel ontwerper
- Thom Hoffman, toneelspeler
- Vincent Karremans, politicus
- Marjolein Moorman, politica
- Peter-Frans Pauwels, medeoprichter TomTom
- Ramses Shaffy, dichter, zanger en cabaretier

- Frans Weisglas, politicus
- Hugo Wilmar, Engelandvaarder en fotograaf
- Corinne Ellemeet, politica

## Oud-docenten en medewerkers
- Anneke le Coultre-Foest, docente aardrijkskunde 1964-1973
- Paul Eduard Lepoeter, docent wiskunde 1946-1970
- Henk Schulte Nordholt, docent Duits en geschiedenis 1939-1949
- Merijn Tinga, milieu activist en beeldend kunstenaar
- Aat Vis, leraar geschiedenis 1946
- Jaap Zijlstra, administrateur
- Jan Stegeman, KOMBUIS docent fotografie